# Herbert Stranz
Herbert Stranz (* 1930 in Berlin; † 2001) war ein deutscher Architekt, der im Berlin der 1960er und 1970er Jahre in großem Umfang sozialen Wohnungsbau geplant und realisiert hat.

## Leben und Werk

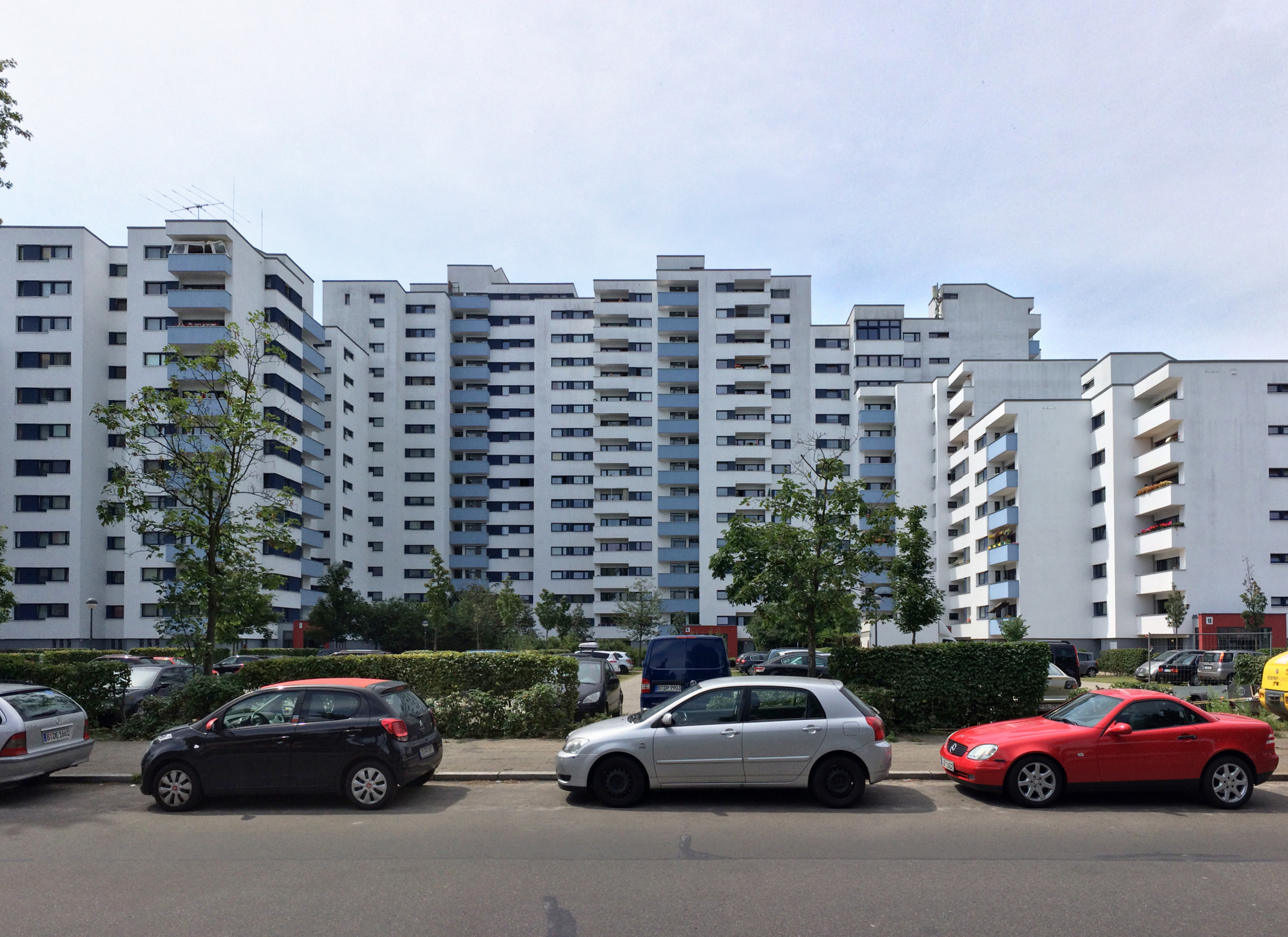
Wohnhausgruppe 905 im Märkischen Viertel im Berliner Bezirk Reinickendorf

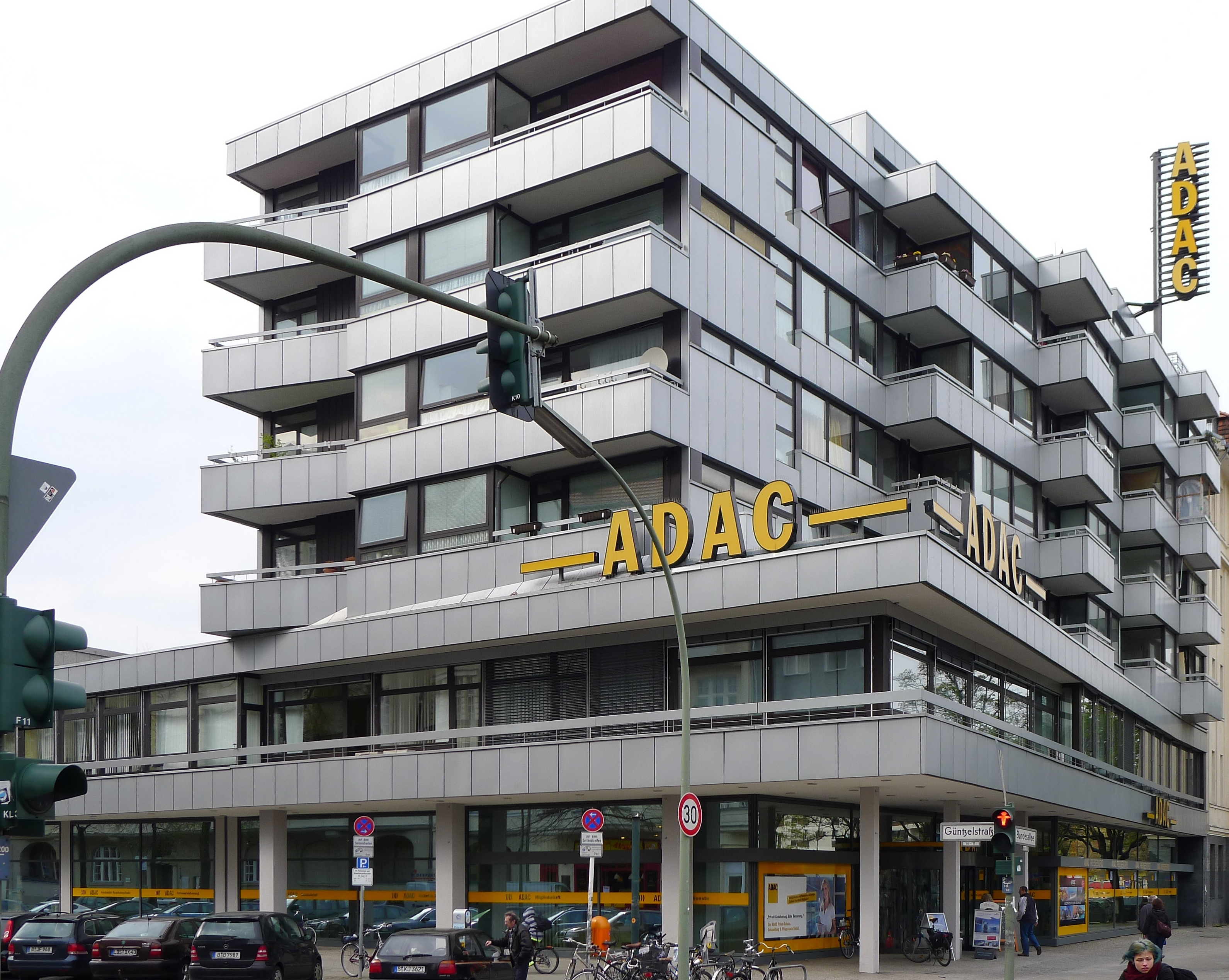
Wohn- und Geschäftsgebäude an der Bundesallee in Berlin-Wilmersdorf

Die Diplom-Hauptprüfung im Fach Architektur legte Herbert Stranz bei Willy Kreuer ab. Danach war er zunächst angestellt bei Gerhard Krebs – für die Planung des Hauses Olivaer Platz 8–10 in Berlin-Wilmersdorf (1958–1959). Danach arbeitete Stranz im Büro seines ehemaligen Lehrers Kreuer – bei der Planung des ADAC-Gebäudes an der Bundesallee, ebenfalls in Berlin-Wilmersdorf (1959–1961). Bei der Planung der Großsiedlung Gropiusstadt beteiligten sich Kreuer und Stranz an einem der Teilbereichswettbewerbe, ihr Entwurf wurde allerdings nicht ausgeführt.

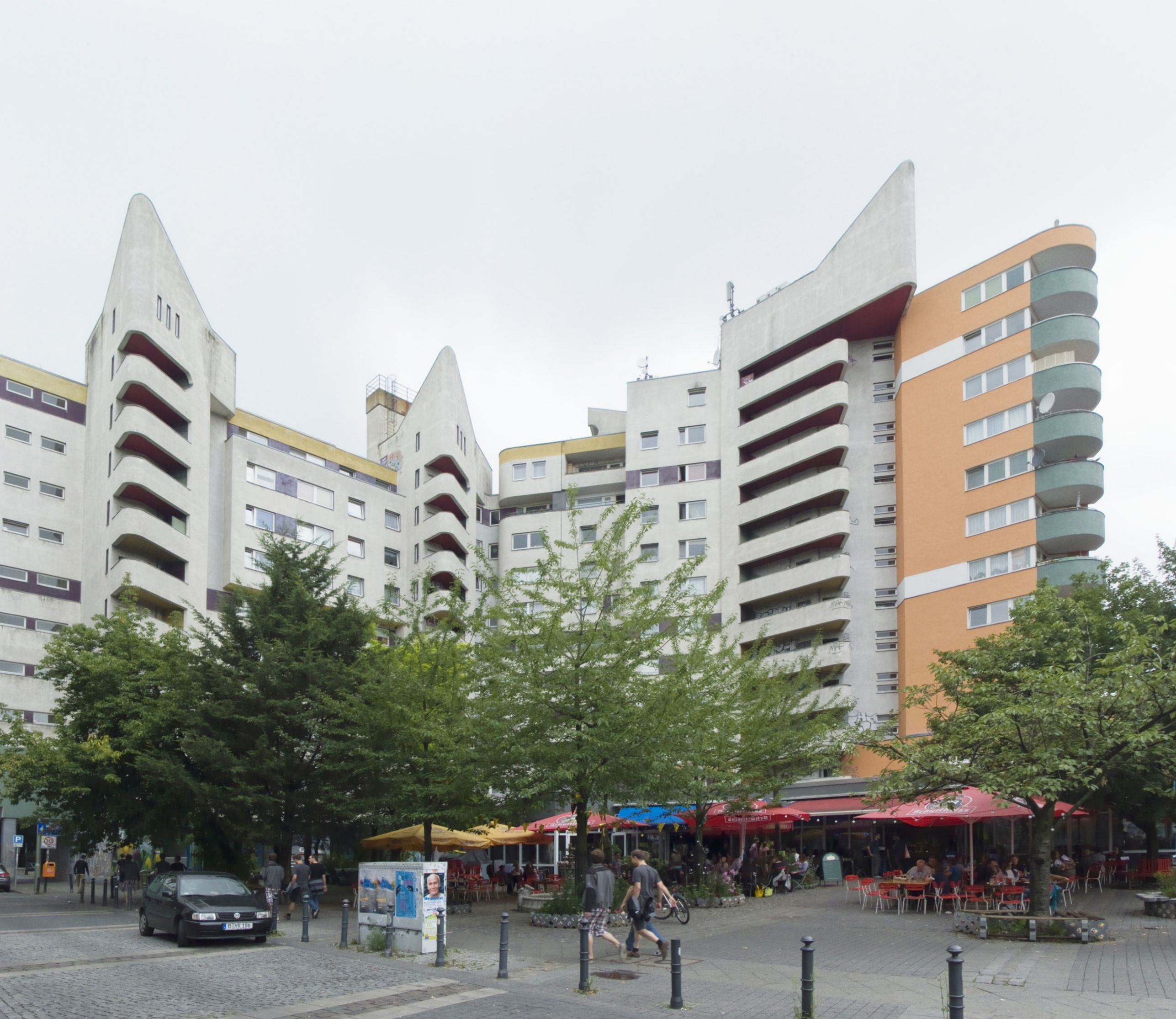
Sanierungsgebiet Kreuzberg Süd, Kottbusser Tor, Südblock

Eine erste Gelegenheit großmaßstäblichen Sozialwohnungsbau zu verwirklichen bekam Stranz beim Bau des Märkischen Viertels. Gemeinsam mit Mitarbeiter Alexander Kretzschmar plante er die Wohnhausgruppe 905 am westlichen Ende der Großsiedlung. Nördlich vom Wilhelmsruher Damm und westlich der Finsterwalder Straße entstand nach den Plänen von Stranz und Kretzschmar eine Megastruktur mit mehr als 600 Wohnungen. Die Planung für die Wohnhausgruppe lag bereits 1964 vor und wurde als eine der ersten Strukturen im Märkischen Viertel fertig.
Die nächste Wohnbau-Megastruktur baute Stranz im Brunnenviertel in Berlin-Gesundbrunnen zwischen 1967 und 1973. Die Wohnbebauung steht entlang der Demminer Straße und beinhaltet eine brückenartige Überbauung der Ruppiner Straße.
Stranz war Teil der sogenannten Planungsgruppe SKS, die zwischen 1969 und den 1980er Jahren das Sanierungsgebiet Kreuzberg Süd bearbeitete. Neben Stranz gehörten Gerd Hänska, Bodo Fleischer, Klaus H. Ernst und Hans Wolff-Grohmann zu der Gruppe. Ähnlich seiner vorherigen Planung im Brunnenviertel baute Stranz hier eine Überbauung einer Straße mit einem Brückenhaus. Diese Wohnbebauung an der Skalitzer Straße überbrückt die Admiralstraße und verbindet somit die Baublöcke 86 und 87, die sogenannten Südblöcke am Kottbusser Tor. Ausgeführt wurde die Wohnzeile zwischen 1973 und 1977. Zu der Planung gehört auch ein Flachbau an der Admiralstraße, in dem sich heute das queere Café Südblock befindet.
In den 1980er Jahren wandte sich Stranz der postmodernen Architektur zu. Gemeinsam mit Ingeborg Stranz (geborene Stelly) realisierte er zwischen 1981 und 1983 einen der letzten Bausteine des Sanierungsgebiets Kreuzberg Süd. Es handelt sich um eine Blockrandbebauung, mit der eine Baulücke an der Kottbusser Straße geschlossen wurde.
Eine Besonderheit im Werk von Herbert Stranz ist seine Zusammenarbeit mit dem Architekten Sami Mousawi. Im Nachlass von Stranz finden sich Pläne, die darauf schließen lassen, dass Stranz gegen Ende der 1980er Jahre bei der Planung und Ausführung der Petra Jaya State Mosque in Sarawak, Malaysia involviert war.

## Kontroverse
Im Zuge der Rezeptionsgeschichte des Massenwohnungsbaus gelangte Stranz zu negativer Berühmtheit. Bei der Planung des Märkischen Viertels äußerte sich Stranz so übertrieben euphorisch über das Bauvorhaben, dass sein begeisterter Ausspruch hinterher emblematisch wurde für die Diskrepanz zwischen den Bedürfnissen der Bevölkerung und den Visionen der Planer. Das Zitat, mit dem Herbert Stranz das Bauvorhaben des Märkischen Viertels beschrieb, lautete: „Wir wollen Blumen und Märchen bauen, Türme des Lesabéndio – mehr Beatles, weniger Griechen. Die Maximalhöhe war städtebaulich vorgeschrieben, der Rest ist angewandte Sonne.“ Der Optimismus von Stranz wurde später zum Vorzeigebeispiel für Hochmut und Weltfremdheit von Architekten – ganz ungeachtet der Tatsache, dass Stranz faktisch Wohnraum für tausende Menschen schuf.